# 青木範充
青木 範充（あおき のりみつ、1936年 - ）は、日本の医師。旧国立東信病院元院長。
旧東長野病院名誉院長。長野県出身。

## 来歴
1936年（昭和11年）長野県生まれ。1954年（昭和29年）長野県松本県ヶ丘高等学校卒業
。
1961年（昭和36年）信州大学医学部卒業。同大学院修了。

## 人物
信大大学院修了後は、国立病院機構信州上田医療センターの前身である旧国立東信病院に入り、整形外科医としてまた院長として30年余り勤務。
その間、新病院建設にも関わり「増え続けるがん患者にしっかり対応し、救急医療など地域のニーズにこたえられる病院」を目指した。
上田市の旧国立東信病院で5年間、長野市の東長野病院で4年間院長を務め、
地域医療の発展に力を注いだことにより、2011年（平成23年）「瑞宝中綬章」（保健衛生功労）を受勲した。
。
現在も医療法人健静会上田病院にて整形外科医として医療を続けている
。

## 所属学会
- 日本整形外科学会
- 東日本整形災害外科学会
- 中部日本整形外科災害外科学会